# هوامانچوک
هوامانچوک (به اسپانیایی: Huamanchoque) یک کوه در پرو است که در منطقه کوسکو واقع شده‌است. هوامانچوک ۵٬۱۵۶ متر بالاتر از سطح دریا واقع شده‌است.